# Церква Святого Миколая (Бучач)
Церква Святого Миколая — пам'ятка архітектури національного значення в місті Бучачі Тернопільської области. Найдавніший збережений мурований храм міста. Збудований як православний. Нині — храм ПЦУ, раніше — храм УАПЦ, ще раніше — деканатний храм Галицької греко-католицької митрополії УГКЦ. Розташована за адресою: вул. Святого Миколая, 8.

## Коротка історія

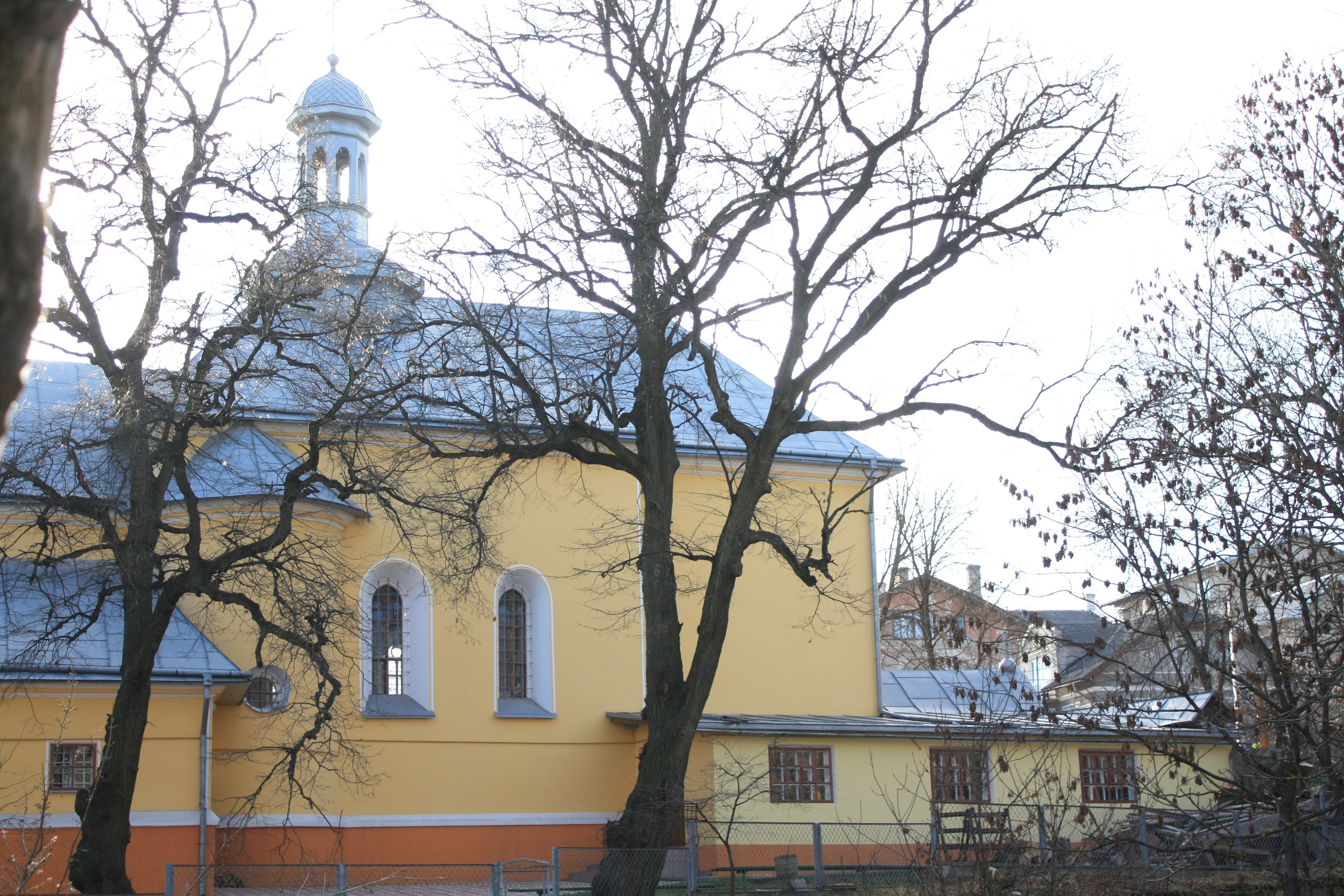
Вигляд з вул. Підгаєцької

За переказами, церква збудована на місці храму Івана Хрестителя, в якому перебувала його ікона, яку шанували вірні.
Теперішній мурований храм Святого Миколая почали будувати на початку XVII ст. на місці дерев'яної церкви. Збудована та освячена 1610 року. Фундаторами зведення храму стали Марія Могилянка та її чоловік — подільський генеральний староста Стефан Потоцький, що підтверджує зображення їхнього шлюбного герба (Потоцьких-Могилів) над дверима церкви. Церква Святого Миколая була першим повністю кам'яним храмом у місті. В тодішніх актах називалась «міською». 23 липня 1700 року дідич Бучача Стефан Александер Потоцький видав привілей, зокрема, щодо стосовно церковних маєтностей, звільнення від податків, призначення адміністратором парафії о. Дмитра Желенського.
Під час ремонту іконостасу тодішній парох о. Михаїл Курилович звернув увагу на ікону Івана Хрестителя, яка перебувала на дзвіниці. Пізніше її забрав для реставрації Войцех Дідушицький, а в 1920-х роках вона перебувала на одній з виставок у Львові.
29 червня 2008 р. у Львові на Міжнародному ярмарку колекціонерів виставили стару оригінальну світлину (розмір фото 23х29 см, картонного планшету 27,6х34 см), наклеєну на картонний планшет, із зображенням іконостаса церкви Святого Миколая в м. Бучачі.
Близько 400 років церква св. Миколая — осередок духовності для бучачан. Храм використовували для богослужінь спочатку й нині православні, тривалий час — вірні УГКЦ (наприклад, теперішній дзвін встановлений у 1920-х рр., коли в церкві служив парох Бучача о. Денис Нестайко).

## Опис
Споруда має ознаки візантійсько-романського стилю, невеликих розмірів, т. зв. триконхового типу (попередником цього типу церков був візантійсько-руський тип трьохабсидної церкви), будована за прикладом буковинських (молдовських) церков. Храм тридільний, з двома малими конхами гармонійних форм, у плані — прямокутник із прибудовою (між вхідною брамою та дверима церкви) — дерев'яним бабинцем 1862 року) спереду та вежею в центрі. У часи оборони Бучача від турків і татар вікна церкви служили бійницями. На думку Григорія Логвина, над притвором (присінком) колись містилася оборонна вежа (як і в оборонної церкви монастиря поблизу Жизномира). Вівтар має форму дещо видовженого прямокутника, східна стіна має гранчасте завершення.
Подвір'я церкви похиле, оточене масивним кам'яним муром. У 1780 та 1855 роках великі повені завалювали мур, який потім відновлювали.
До найбільших скарбів храму відносили до 1990-х років ікону «Богородиця» XVI ст. на східній стіні вівтаря. Її привезла до Бучача Марія Могилянка, молилася до неї як до своєї опікунки, і подарувала церкві як старша сестриця. Ймовірно, ікона спочатку перебувала в замковій каплиці (або була там до середини XVIII ст.). Микола Василь Потоцький оплатив виготовлення для ікони срібних шат та корони, також срібну лампаду. Нині місце знаходження ікони невідоме.
Стіни храми розписані зображеннями святих. Незвичайним є зображення ангелів на сходах у вівтарній абсиді.

## Іконостас

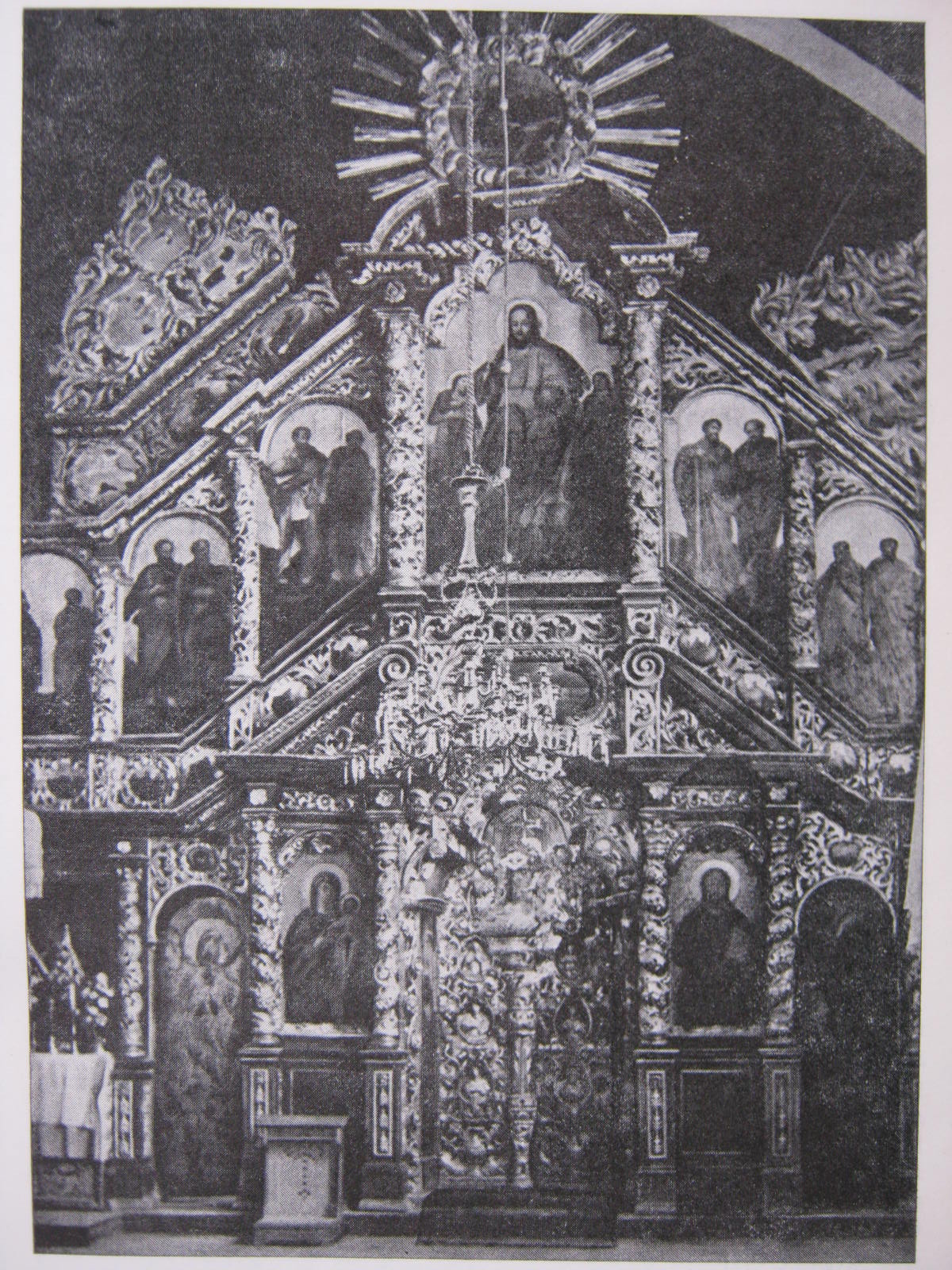
Іконостас Церкви Святого Миколая (старе фото)

Основною цінністю церкви є унікальний іконостас — синтез малих архітектурних форм, різьби по дереву, малярства. Дорого оздоблений різьбленням і позолотою, характерним для стилю бароко. Іконостас — визначна пам'ятка українського образотворчого мистецтва першої половини XVIII століття, встановлений за сприяння Миколи Василя Потоцького. Припускають, що він установлений на місці іншого або теперішній має зі старого намісні ікони «Благовіщення», «Ісус Христос», «Богородиця Одигітрія», «Святий Миколай». Фахівці вважають, що його створили майстри жовківської школи різьби по дереву та малярства (на думку Володимира Овсійчука, маляр Василь Петранович з учнями в 1744—1749 роках, м. Жовква, нині Львівської области). Інша версія — іконостас встановлено в церкві 1743 р. 
Виконаний у стилі бароко. Головне в ньому — архітектонічні конструкції та декоративні різьблення. Динаміка архітектурних мас виділена значним збільшенням висоти центральної частини іконостасу, що надає йому пірамідальної композиції; напружена пластичність декоративного обрамлення передана суцільним різьбленням, у якому домінують виноградна лоза та зубчасті листки аканта. Живописні картини іконостасу стилістично пов'язані з його декором. Іконостас має оригінальну конструкцію, динамічно заповнює прямокутний, з півкруглим завершенням простір вівтаря чотирма рядами ікон: намісним, празничним, апостольським, пророчим (останній зник після «реставрації» в 1980 р.). Центр композиції — царські ворота з двох половинок, над якими — ікона «Тайна вечеря».
Володимир Вуйцик припускав, що автором різьби для іконостасу міг бути жовківський майстер Гнат Стобенський.

## Відомі люди

### Парохи

#### Греко-католики
- о. Димитрій Зілинський — декан, освятив церкву Святої Трійці в Золотому Потоці[24]
- о. Михайло Зарицький[25]
- о. Степан Ходинський[25]
- о. Степан Климентій Салевич, 1773 р., декан бучацький[26]
- о. Антін Барушевич (?—1832) — зокрема, у 1832
- о. Іван Кропивницький (1803—1861, висвячений 1828) — у 1833—1861 роках[27][28] 1858[29]
- о. Іван Маритинець — у 1861—1863 роках адімінстратор[27]
- о. Михаїл Курилович
- о. Е. Весоловський(1866-1910) у 1903-1905 р. [30]
- о. Теодор Теляковський; радний міста Бучача з квітня 1897[31]
- о. Денис Нестайко
- о. Петро Мельничук[32]

#### Православні
- о. Анатолій Сидоренко[33]
- о. Іван Пилипишин (пізніше — архієпископ Буковинський Варлаам)[34]
- о. Тарас Дручок[джерело?]

#### Сотрудники
о. Олексій Студинський (1838—1839)
о. Ілля Лучаковський (1844—1846) 
о. Петро Корчинський (1846—1847)
о. Маркел Попель (1850—1851)
о. Кирило Церкевич (1853—1854)
о. Домінік Стеблецький (1854—1855)
о. Юліан Левицький (1855—1856)
о. Порфирій Нестайко (прадід письменника Всеволода Нестайка; 1856—1857)
о. Леопольд Залеський (1857—1858), о. Антін Гузар (1858—1860)
о. Авдій Шепарович (1860—1862) 
о. Іларій Лукашевич (1862—1866)
о. Роман Зарицький (1866—1868)
о. Євген Алексевич (1870—1871)
о. Омелян Білинський (1871—1872)
о. Юліан Левицький (1847—6.3.1900) Жизномир 1872—1878), 
о. Іларій Шушковський (1878—1879)
о. Микола Галущинський (1879—1880)
о. Олексій Заячківський (1880—1881)
о. Леонтій Копертинський (1881—1882)
о. Григорій Рибчак (1884—1889).

## Церква у творах
- Антін Малюца. Церква св. Миколая в Бучачі. — 1943.

## Світлини

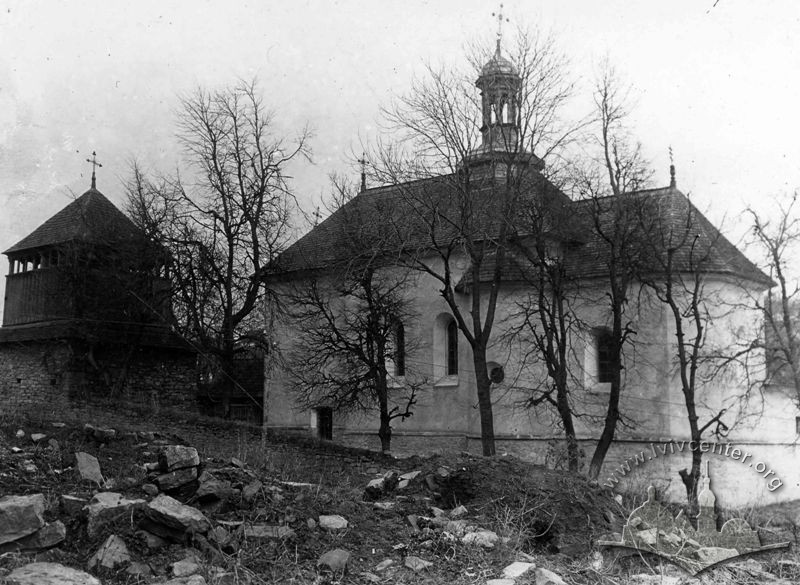
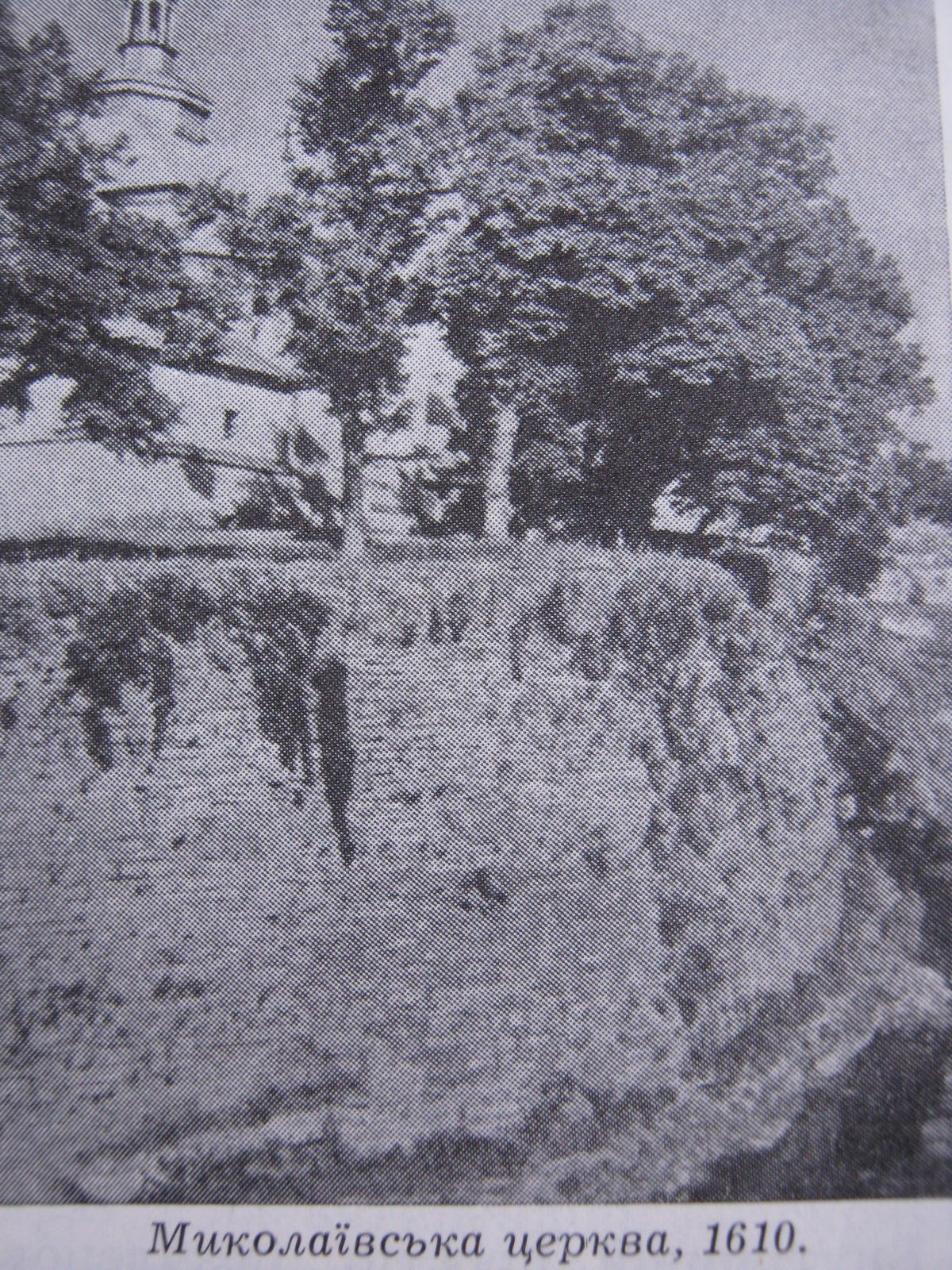
Мур біля церкви (початок XX ст.)
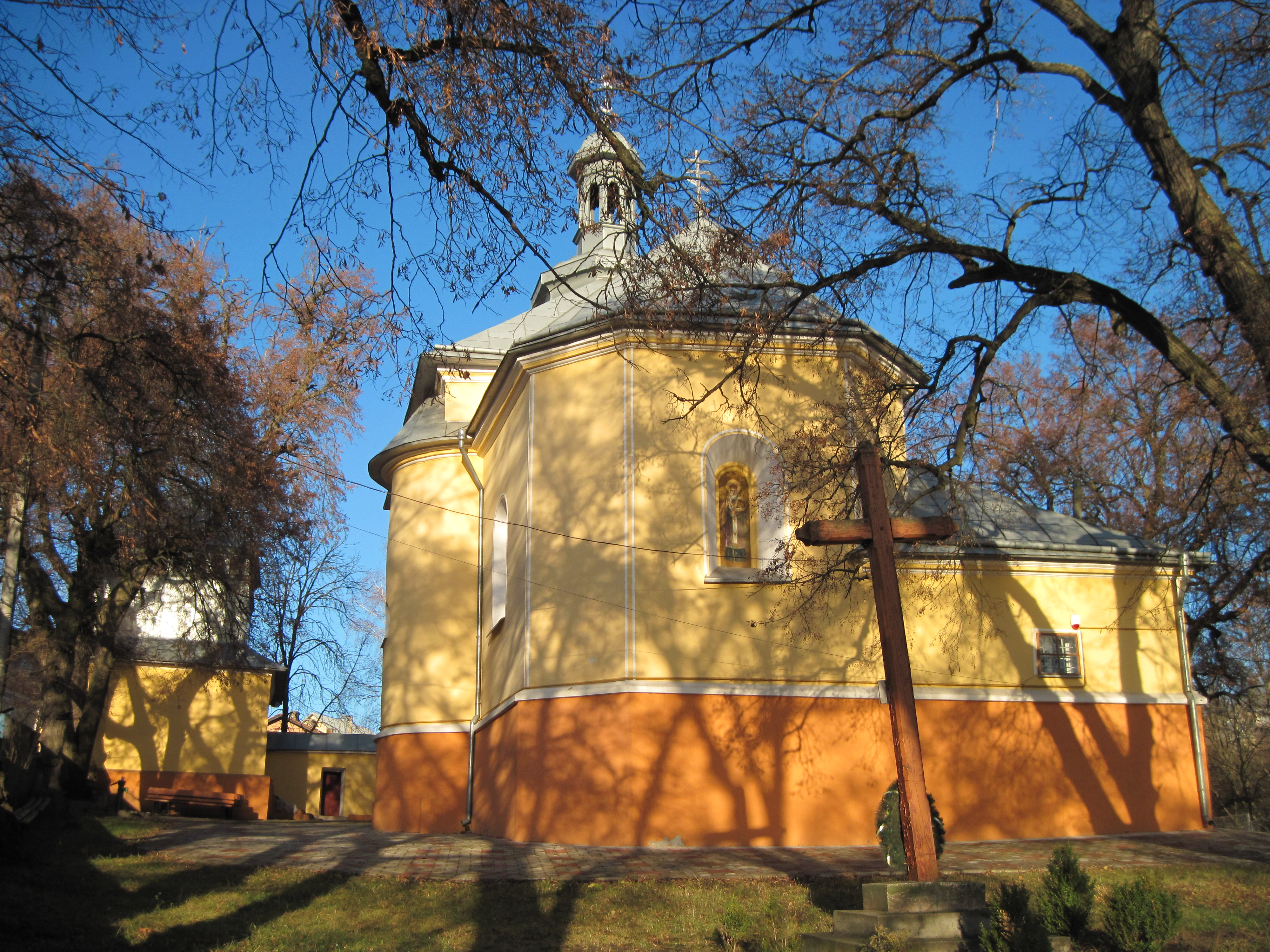
Вигляд із боку апсиди
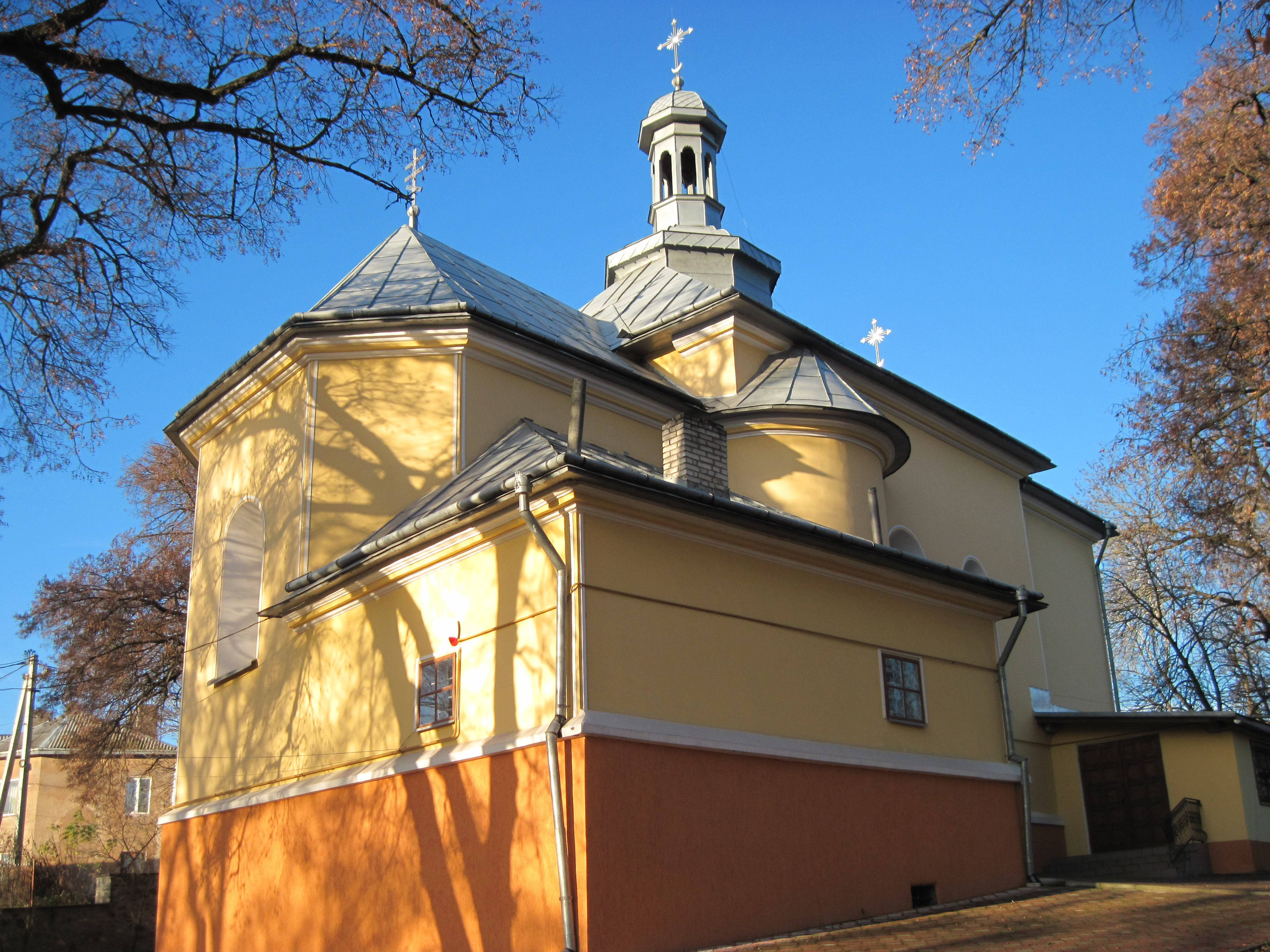
Вигляд із південного сходу
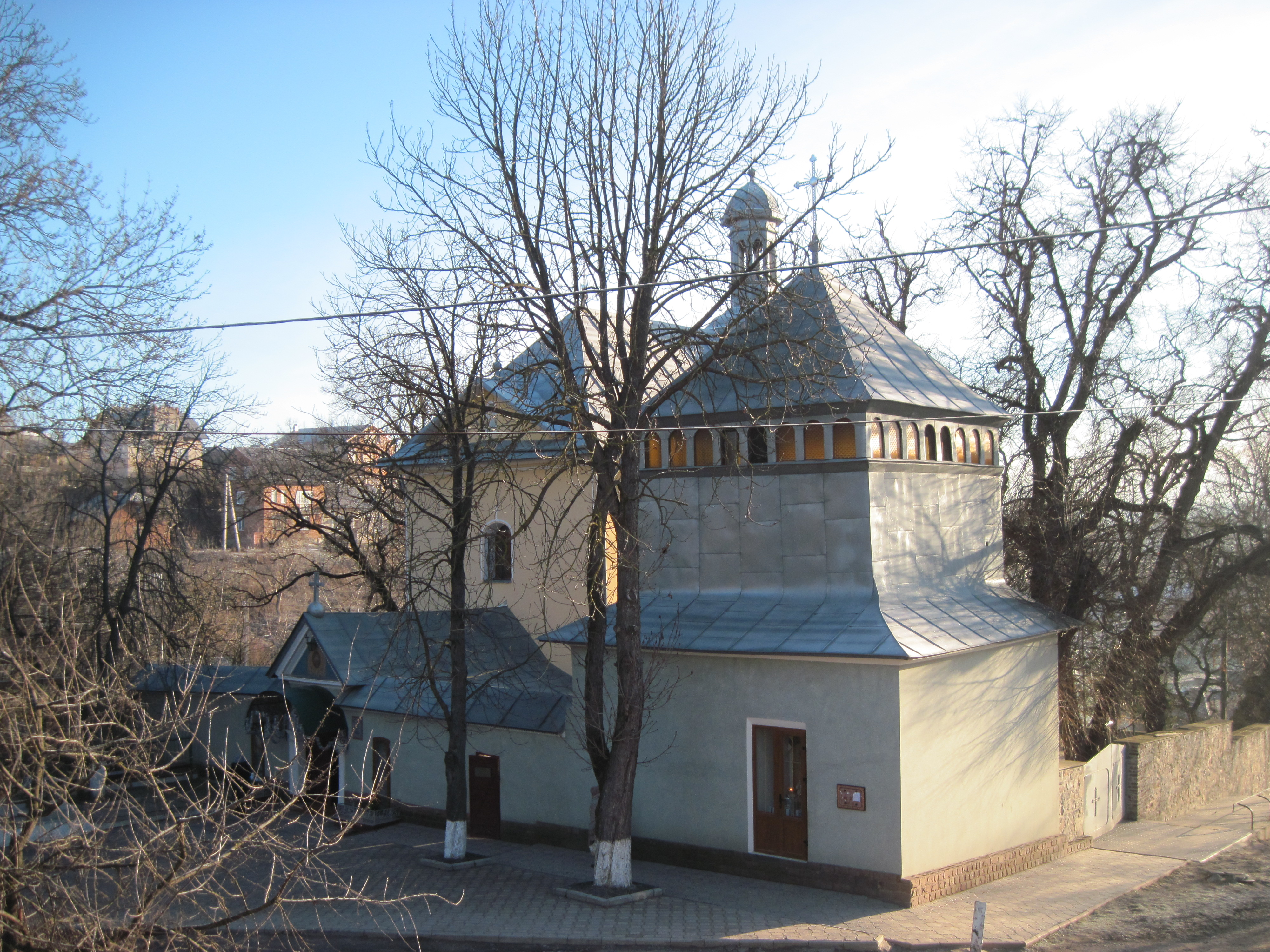
У лютому 2015
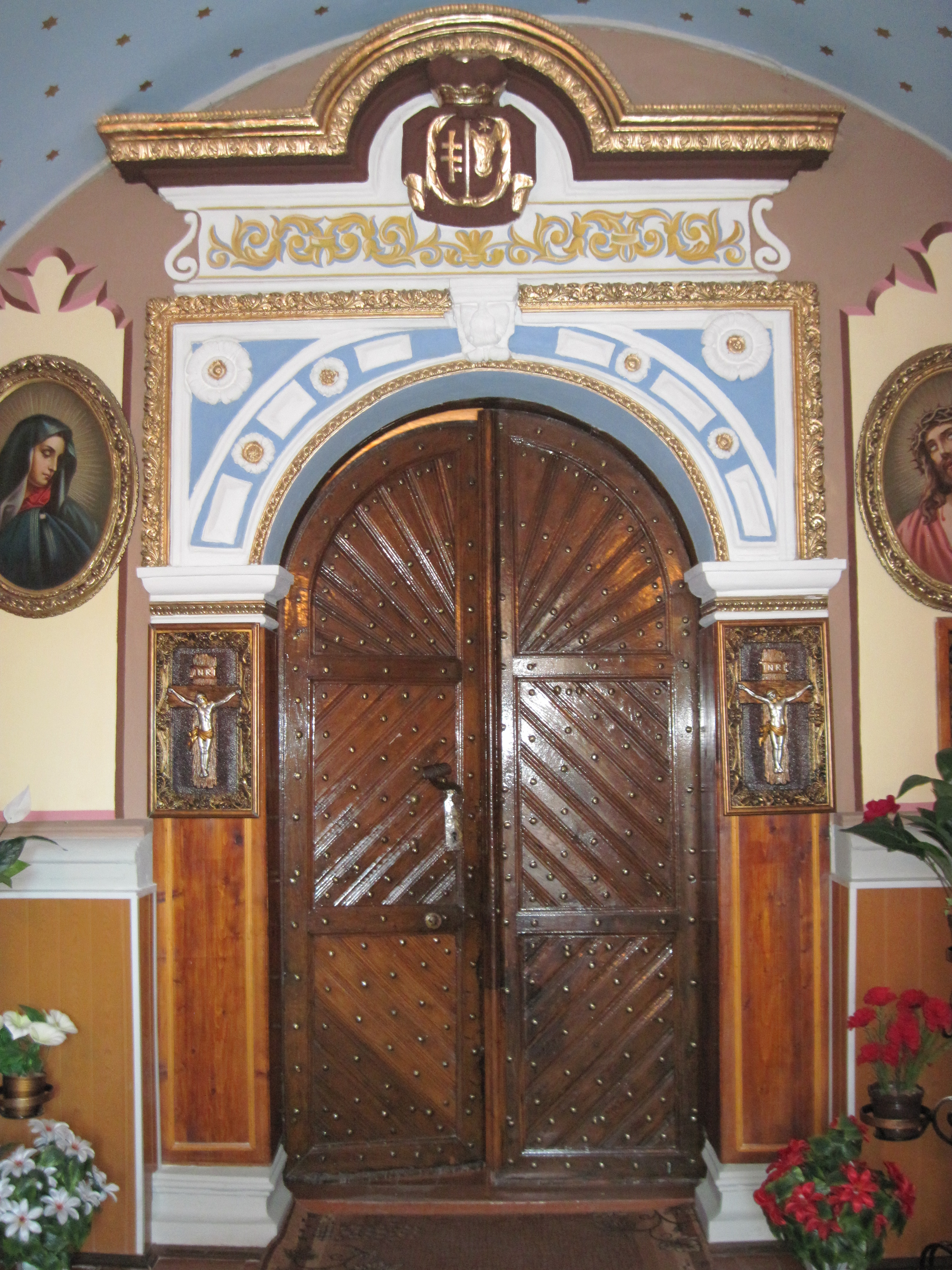
Старий вхід до церкви, герби фундаторів
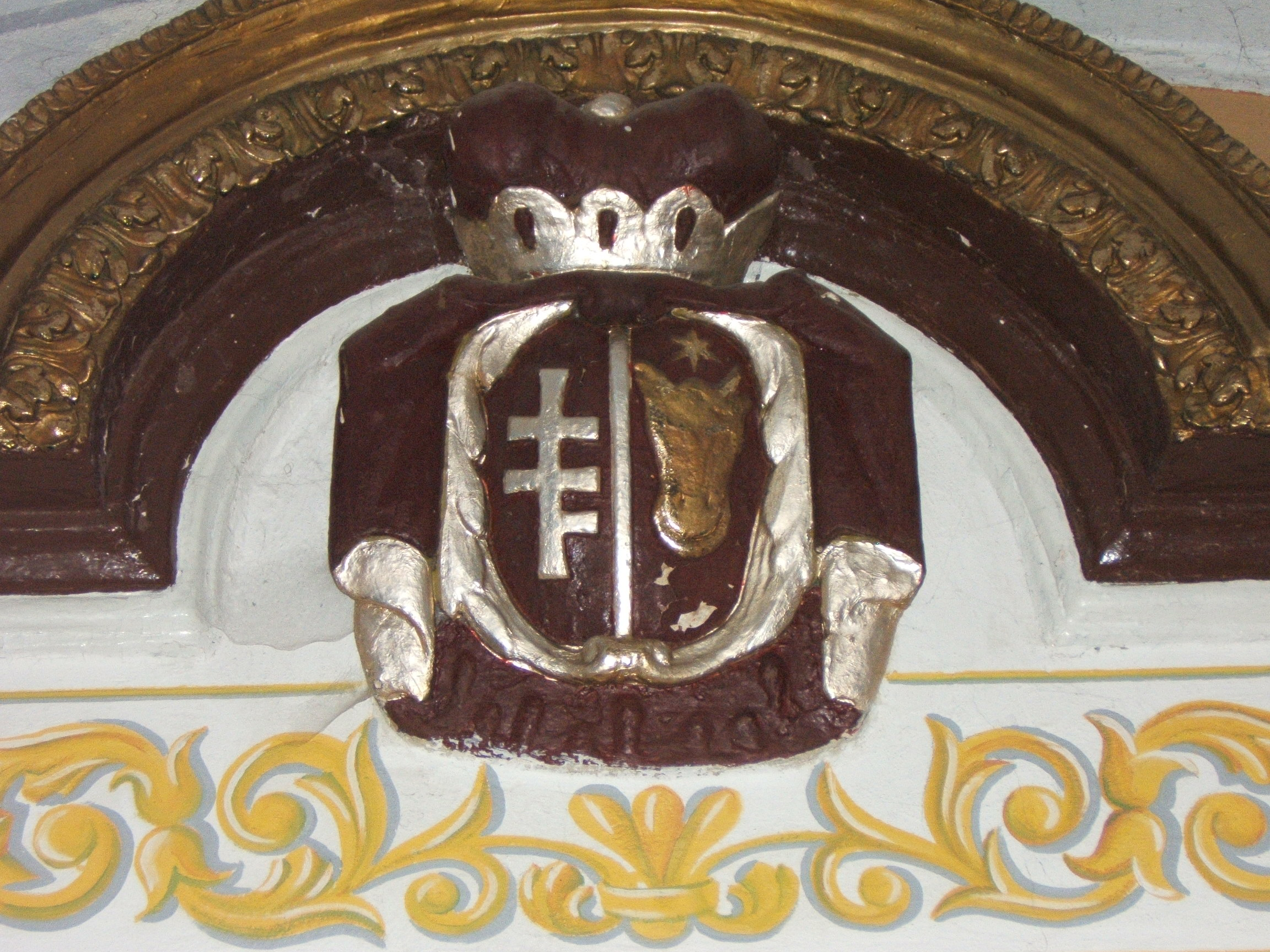
Герб Марії Могилянки та Миколи Потоцького
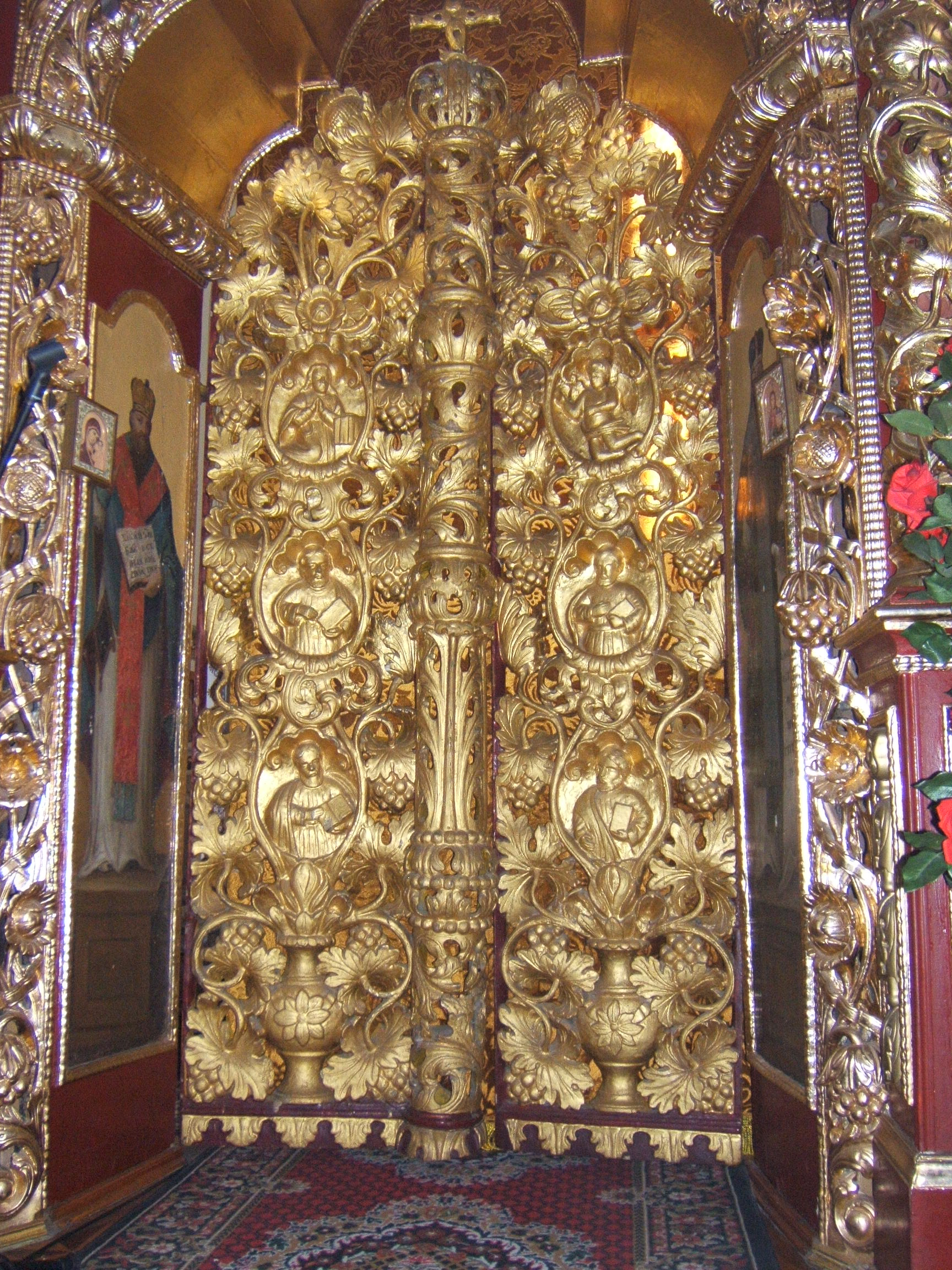
Царські ворота
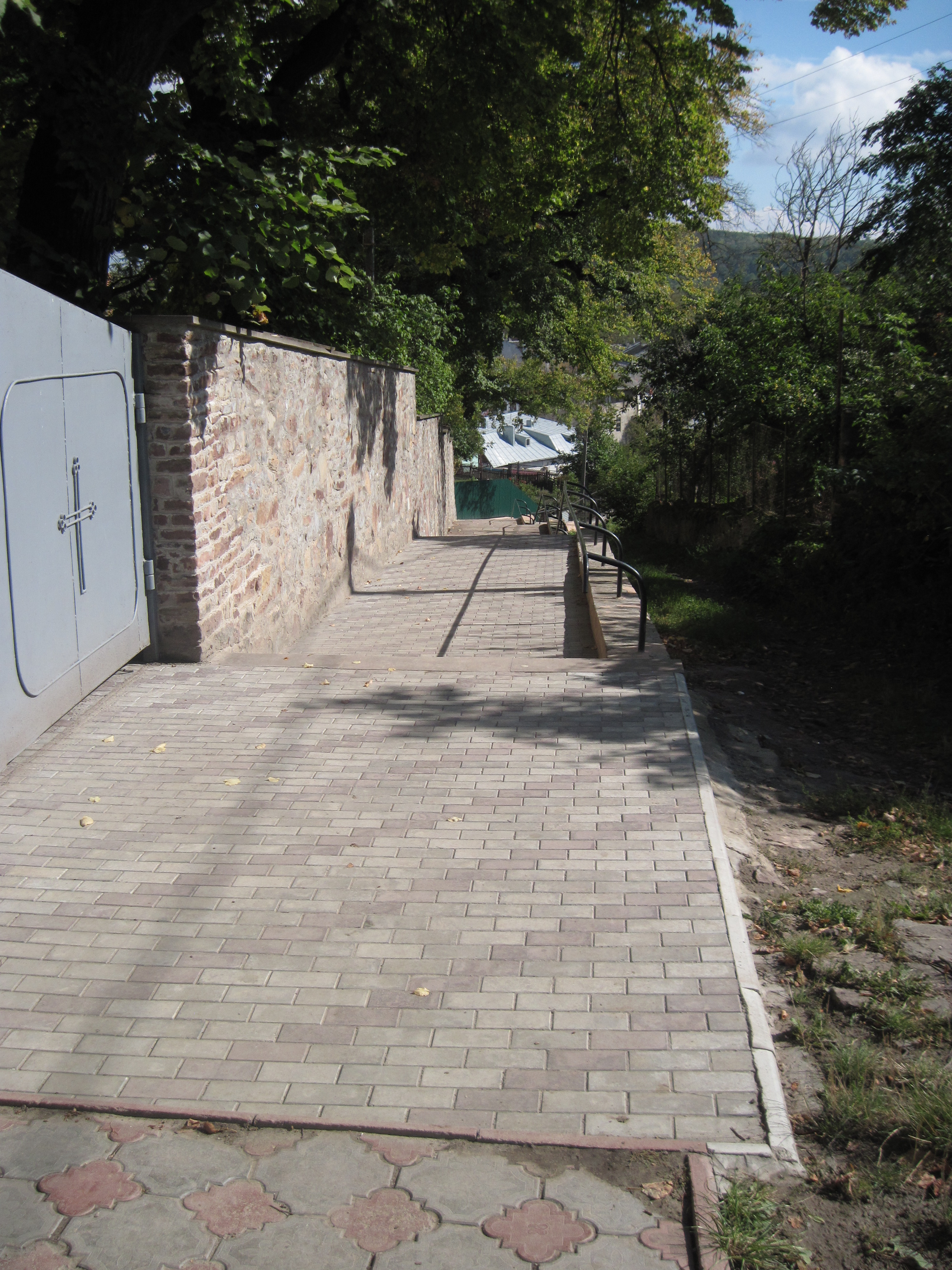
Доріжка біля церкви св. Миколая, 2014
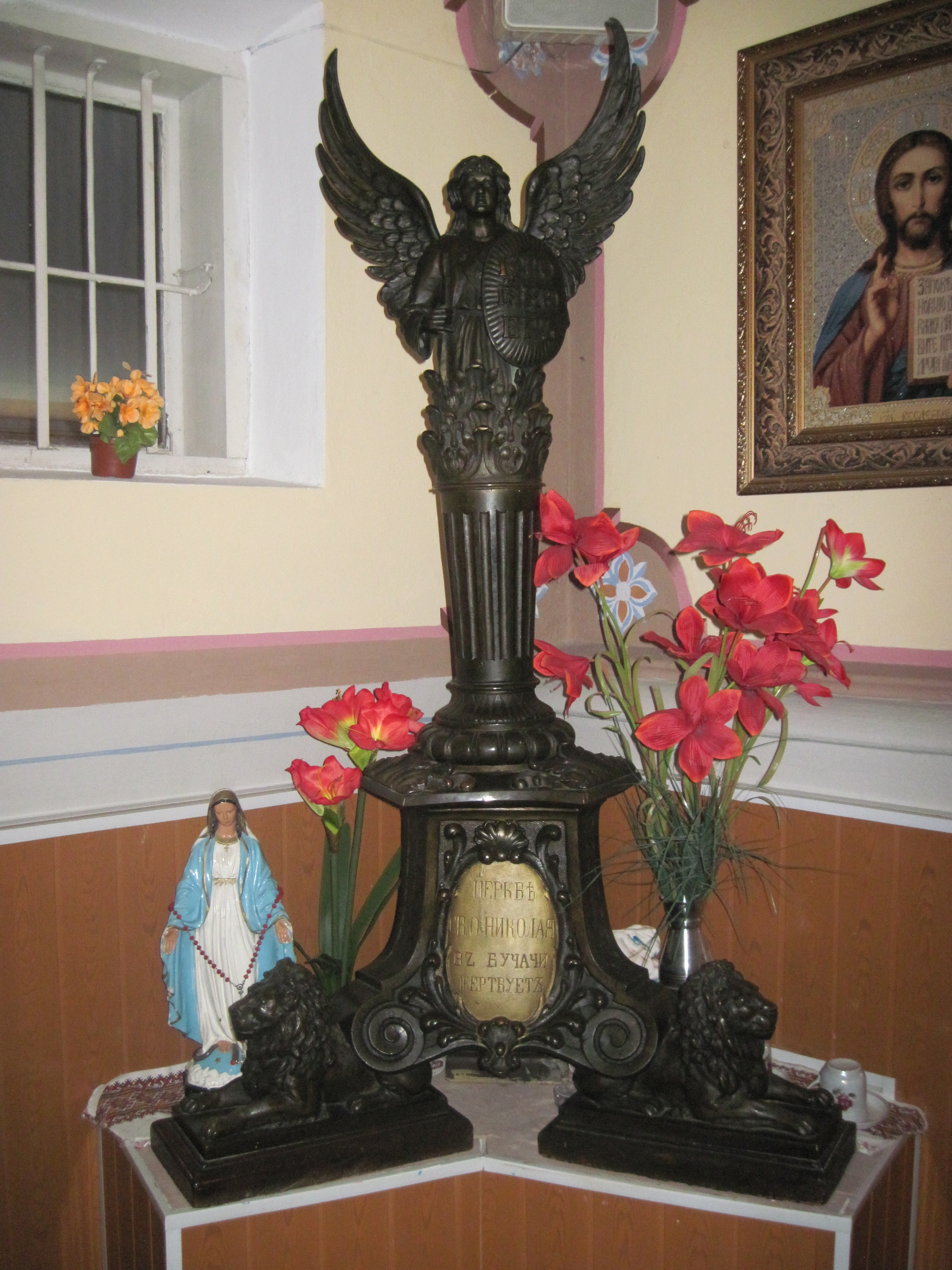